# Filiberto Crespo Samper
Filiberto Crespo Samper (Valencia, 6 de septiembre de 1931 - ibid., 7 de agosto de 2004 )fue un arquitecto y político español que ejerció como diputado en las Cortes Valencianas por el partido Unión Valenciana (UV) desde 1987 hasta 1999.

## Biografía
Era hijo de Filiberto Crespo y la primera Miss España,  Pepita Samper. Filiberto Crespo hijo fue decano del Colegio de Arquitectos de Valencia y de Murcia en dos etapas (de 1977 a 1979 y nuevamente desde 1981 hasta 1985). También fue presidente del Ateneo Mercantil de Valencia y candidato a la presidencia de la Generalitat Valenciana por UV en las elecciones autonómicas de 1987, consiguiendo 183.541 votos y 6 diputados, todos ellos por la circunscripción de Valencia.
Revalidó su escaño como diputado autonómico de Unión Valenciana en las elecciones de 1991 y 1995, si bien en ambos casos no encabezó la lista de la formación (los candidatos a la presidencia de la Generalidad Valenciana en dichos comicios fueron, respectivamente, Héctor Villalba y Vicente González Lizondo). En su labor de parlamentario sirvió como vicepresidente de la Comisión de Sanidad y Consumo, de la Comisión Especial de estudio sobre la situación de la Sequía en la Comunidad Valenciana, de la Comisión Permanente no legislativa de Seguridad Nuclear y de la Comisión de Obras Públicas y Transportes, así como de la Comisión no permanente especial para el estudio de los riesgos, prevención y situaciones de emergencia y sus consecuencias en la Comunitat Valenciana. También ejerció como presidente de la Comisión de Medio Ambiente y secretario de la Comisión de investigación para investigar las responsabilidades en los casos de hepatitis C y la propagación de esta enfermedad de las Corts Valencianes.